# Johannes Brost
Johannes Brost (Stoccolma, 25 settembre 1946 – Lund, 4 gennaio 2018) è stato un attore svedese, vincitore del premio Guldbagge come miglior attore nel 2013.

## Biografia
Figlio dello scrittore Sven Forssell e dell'attrice Gudrun Brost, aveva un fratello, Tomas Forssell, musicista. I genitori divorziarono nel 1951 e crebbe con la madre, da cui prese il cognome. Seguendo le orme materne, Brost calcò fin da bambino i palcoscenici. Divenuto adulto decise di iscriversi all'Accademia Nazionale di Malmö, dove si diplomò nel 1970.
Nel 2017 gli venne diagnosticato un carcinoma dell'esofago che lo condusse alla morte l'anno successivo.

## Vita privata
Ebbe quattro figli.

## Filmografia parziale

### Cinema
- Änglagård, regia di Colin Nutley (1992)
- Avalon, regia di Axel Petersén (2011)
- En pilgrims död, regia di Kristoffer Nyholm e Kristian Petri (2013)

## Premi e riconoscimenti
Guldbagge
- 2013 - Miglior attore - Avalon